# 平岩弓枝
平岩 弓枝（ひらいわ ゆみえ、1932年3月15日 - 2023年6月9日）は、日本の小説家、脚本家。
長谷川伸門下。『鏨師』（たがねし）で直木賞を受賞。次いでテレビドラマの脚本家として多くのヒット作を生み出した。その後小説の世界に戻り、女の生き方を描いた国際色豊かな家庭物や恋愛物、推理物で人気を集め、やがて時代小説に専念し永く活躍した。代表作の『御宿かわせみ』シリーズは江戸情緒溢れる人情物語で、40年以上に及ぶ人気シリーズ、ベストセラーとなった。そのほか『はやぶさ新八御用帳』シリーズなどがある。
文化功労者、文化勲章受章者。位階は従三位。

## 来歴・人物

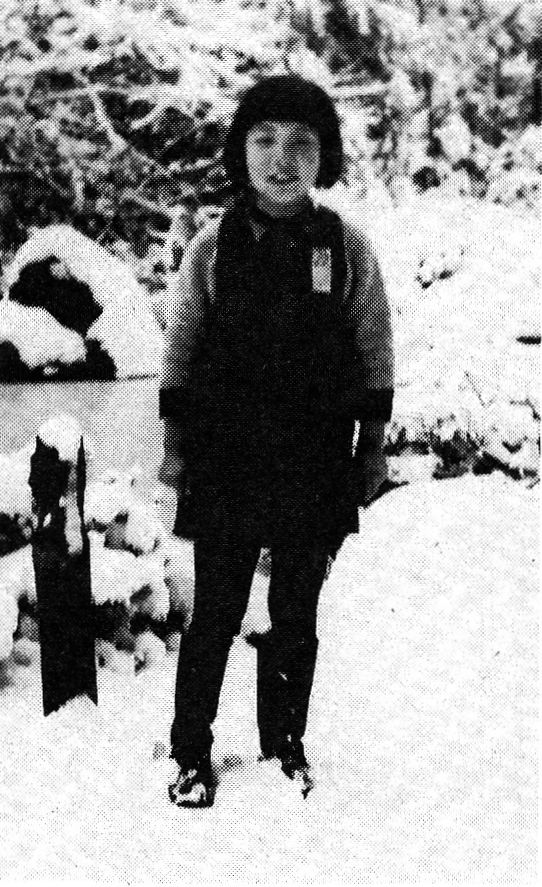
幼い頃の平岩（1939年（昭和14年）頃）

代々木八幡宮の宮司の一人娘として生まれた。母親は箱根神社で育った女性。代々木八幡（当時は代々幡町と呼ばれていた）で大切に育てられた。なお、平岩が子供時代を過ごした戦前の代々木八幡は、畑ばかりの田舎っぽい場所だった。7歳の時に疫痢にかかり死にかけたこともある。地元の渋谷区立富谷小学校および地元の中学校を卒業し東京の高校に進学。
なお、子供の頃、一人っ子で友達がいないの弓枝の遊び相手に、と親が考えて犬を飼ってくれて、小学生時代に渋谷区の作文コンクールがあり、その相棒のような犬のこと、学校に行く時は石段の下まで見送ってくれて帰るころにはそこに迎えに来てくれていることを書いて応募したところ入選して、両親が「この子は文才があるぞ」「この子は文学をやれそうだ」という雰囲気になったことが作家になるきっかけになったという。
太平洋戦争末期の1944年11月から終戦までアメリカ軍のB29で東京は激しく爆撃され焼け野原になり多くの人が亡くなり、実家は文京区湯島にあったのだがそれも焼けてしまい、親が「血筋が絶えてはいけない」と考え、1945年（昭和20年）つまり終戦の年に伯母の実家がある福井県に単身で疎開することになり、そこでは福井高等女学校（現在の福井県立藤島高等学校）に通った。
戦後、大学受験のために東京に戻り幡ヶ谷に住むようになり日本女子大学附属高等学校に通い、そこで友人らと演劇部を結成して『安寿と厨子王』などをもとにした脚本を執筆・上演し、裏方が好きだったが、いわゆるチョイ役でも出演した。なおその頃の同期には河内桃子などがいた。日本女子大学に進学。
読書歴については、子どもの頃は全然友達がいなく頼る人は両親しかいなくて、父親が宮司で易経（古代中国の書物）を研究していて日本の歴史書の類もよく読んでいたので、子供の頃から自身も古事記や万葉集を一緒に勉強し始められた。これで日本の古典が読めたことは良かったが、父親は西洋文学に対して強い偏見があったらしく西洋文学はアンデルセンしか読ませてもらえなかった。大学に入るころ、つまり終戦後の日本では西洋文学を学ぶことがハイカラだという雰囲気になっていたのに自身は何も知らなかったが、幸い日本女子大の先生や同輩が良くしてくれて西洋文学を吸収する機会を得て皆に追いつくことができた。
1955年（昭和30年）に日本女子大学国文科を卒業した平岩は文学を志し作家戸川幸夫に師事、その後大衆文学の作家長谷川伸主宰の新鷹会に入会。新鷹会は文学の研究会で池波正太郎などの人気作家が名を連ねていた。長谷川伸から「小説というのは物語を書くもんじゃないよ。人間を描くんだ。人間は一人一人違う」と繰り返し指導され「平凡な人間こそ非凡なものを持っているんだ。それが見えるようになったときに初めて物書きの目はすっと開かれるんだよ」とも諭された。
新鷹会で同門の先輩の伊東昌輝と結婚し、夫は代々木八幡宮の宮司となった（伊東は平岩家の婿養子となり平岩昌利に改名し、代々木八幡宮の宮司を務めた）。 結婚後はずっと代々木に住んだ。娘の平岩小枝（こずえ）は代々木八幡宮の禰宜を務める。
1959年（昭和34年）、刀の世界を描いた『鏨師』が第41回直木賞を受賞。父親が刀剣鑑定家だったので、子供のころからいやおうなしに刀の世界を見ていたので、それを描いた作品だった。27歳で直木賞を受賞し執筆以来が殺到したものの、それまでに書き溜めた原稿も無く、宮司の娘として大切に育てられ「世間知らず、ものを知らず、不勉強、欲がない」という状態で、作品がうまく書けず困っていたところ、テレビドラマの脚本の以来が入るようになり、それについて師の長谷川に相談したところ「君はまだ小説家として蓄えるべきものを蓄えていない。何を書くにしても、大先輩やライバルがダーッと並んでいる状態だ。だがテレビドラマは今生まれたばかりで皆第一線に並び模索しつつ書こうとしているのだから、大いにやりたまえ」と助言され、テレビドラマを次々と手掛けてゆくことになった。なかでも1967年（昭和42年）から1968年に放送されたNHK連続テレビ小説『旅路』は国鉄職員とその妻を中心に平凡に生きる幸せを描き、最高視聴率56.9 パーセントを記録した。他にもTBS系テレビドラマ『ありがとう』シリーズ、『肝っ玉かあさん』シリーズ、TBS系東芝日曜劇場『女と味噌汁』シリーズ、『下町の女』シリーズやNHK大河ドラマ『新・平家物語』などのテレビドラマを書いた。平岩自身は「私はテレビドラマのおかげで救われた作家のひとりです。」と振り返る。テレビドラマ制作により、いろいろな人に会ったりいろいろな出来事にぶつかったりしたことで、"お宮の一人っ子の弓ちゃん" "世間知らずの弓ちゃん" ではない部分が次第に広がってきて、"作家としての蓄え"、"人間に対する見方の蓄え"ができてきたという。
再び小説に腰を据えて注力するようになり、小説を次々と発表するようになった。なかでも1974年（昭和49年）に発表した『御宿かわせみ』は人気作品となり自身の代表作となった。これは江戸後期の旅籠を舞台とした女主人を取り巻く人々を描く人情味溢れる物語で、何度もテレビドラマ化された。最初は同作品を長く書く気はさらさらなかったというが、物語の経糸にあたる人物の付属品が増えたり、緯糸に当たる宿の宿泊客が経糸に加わってしまったりして、気づけば同シリーズの世界が広がり作品を次々と発表しつづけることになり、30年以上にわたるベストセラーシリーズ、新シリーズも含めれば40年以上にわたり続き累計発行部数1800万部を超えるシリーズとなった。
2023年6月9日午前4時、間質性肺炎により東京都内の病院で死去した。91歳没。死没日付をもって従三位に叙された。
翌7月に『平岩弓枝「御宿かわせみ」の世界』（文春ムック：オール讀物責任編集、文藝春秋）が追悼刊行された。
11月8日、都内でお別れの会が行われた。

## 年表

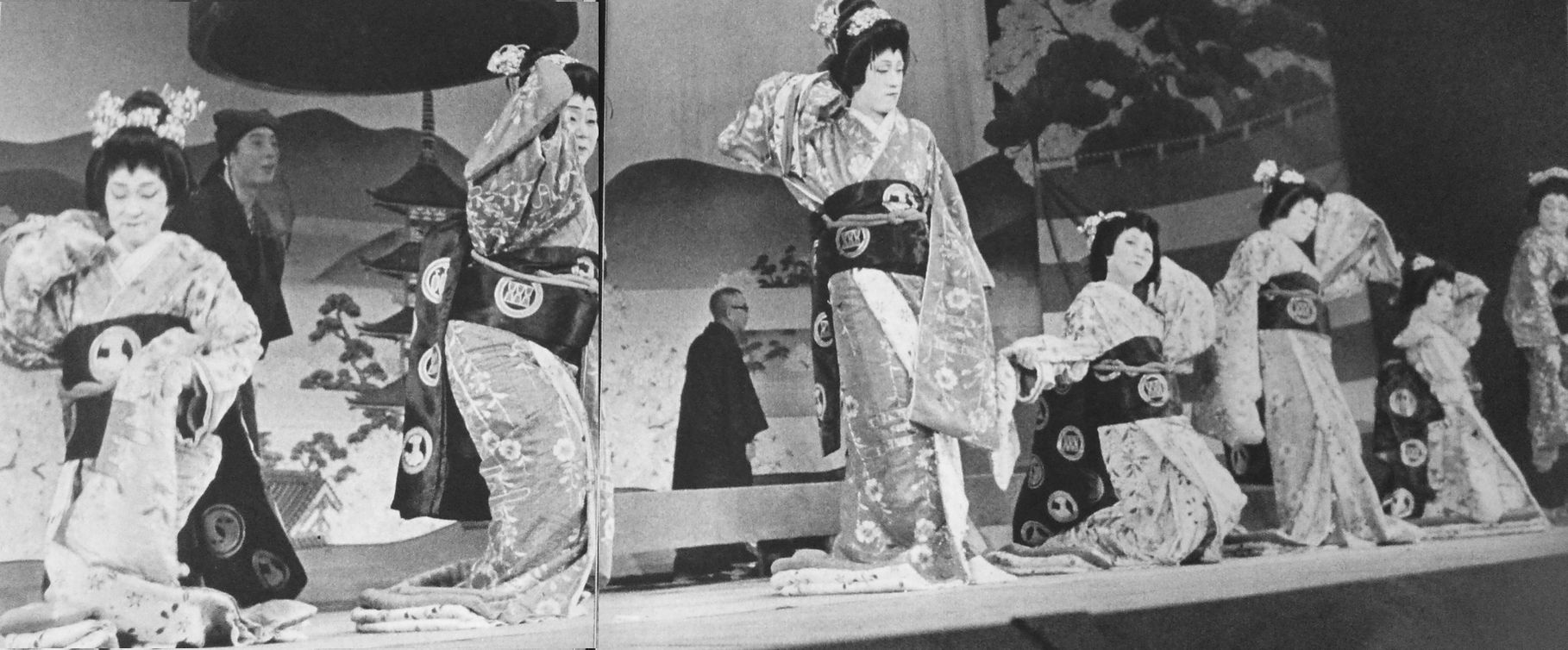
『週刊文春』 1959年12月14日号文春歌舞伎『京鹿子娘道成寺』の一場面。右から、加藤芳郎、平岩弓枝、小山いと子、芝木好子、五味康祐、平林たい子、森田たま

- 1959年（昭和34年）-『鏨師』で第41回直木賞
- 1979年（昭和54年）- 第30回NHK放送文化賞
- 1986年（昭和61年）- 第12回菊田一夫演劇賞大賞
- 1989年（平成元年）- 第9回日本文芸大賞
- 1990年（平成2年）-『花影の花』で第25回吉川英治文学賞
- 1997年（平成9年）- 紫綬褒章
- 1998年（平成10年）- 第46回菊池寛賞
- 2004年（平成16年）- 文化功労者
- 2006年（平成18年）- 渋谷区名誉区民[11]
- 2008年（平成20年）-『西遊記』で毎日芸術賞。7月日本経済新聞に『私の履歴書』を1か月間にわたり連載。
- 2010年（平成22年）-1987年から務めていた直木賞の選考委員はこの年で退任している[12]。
- 2015年（平成27年）-　2009年1月（選考が2008年暮れに行われ1月1日に授与される回）（第50回）から務めていた毎日芸術賞の選考委員はこの年1月授与の第56回で退任している
- 2016年（平成28年）- 文化勲章 [13]
- 2018年（平成30年）- 白根記念渋谷区郷土博物館・文学館において「作家・平岩弓枝展」が開催された[14]。
- 2020年（令和2年）- 2000年第34回から務めていた吉川英治文学賞の選考委員はこの年第54回（受賞作なし）で退任。
- 2023年（令和5年）- 間質性肺炎のため東京都内の病院で死去。91歳没。叙従三位。

## 著作リスト

### 小説
- 『鏨師』新小説社、1959年 のち文春文庫
- 『美女誕生』角川書店 1960年
- 『その道は行き止り』東京文芸社 1961年 のち「女の足音」中公文庫
- 『黒い扇』東京文芸社 1961年 のち角川文庫
- 『アキとマキの愛の交換日記』正続 集英社 1966年-1967年 のち文庫コバルト
- 『若い真珠』集英社 1966年 のち文庫コバルト、文春文庫
- 『旅路』第1-3部 東京文芸社 1967年-1968年（NHK朝の連続テレビ小説『旅路』原作）のち角川文庫
- 『信号は青』集英社（コバルト・ブックス）1967年 のち文庫コバルト
- 『海とみさきの青春』集英社（コバルト・ブックス）1967年 のち文庫コバルト
- 『女と味噌汁』現文社（シスター・ブックス）1967年 のち集英社文庫
- 『赤絵獅子』人物往来社（歴史小説選書）1967年
- 『華やかな魔獣』集英社（コンパクト・ブックス）1967年 のち文庫
- 『がんばれ良比古ちゃん』主婦と生活社 1968年
- 『おんなみち』講談社 1969年 のち文庫
- 『十二年目の初恋』東京文芸社 1969年
- 『花房一平捕物夜話』東京文芸社 1969年
- 『若い海峡』集英社（コバルト・ブックス）1969年 のち文庫コバルト、文春文庫
- 『女の顔』文藝春秋 1970年 のち文庫
- 『日野富子』読売新聞社 1971年
- 『藍の季節』文藝春秋、1971年 のち文庫
- 『親なし子なし』毎日新聞社 1971年
- 『肝っ玉かあさん』文藝春秋 1971年 のち文庫（テレビドラマ原作）
- 『かまくら三国志』文藝春秋 1972年 のち文庫
- 『花嫁の日』講談社 1972年 のち文庫
- 『下町の女』文藝春秋 1972年 のち文庫
- 『花のながれ』文藝春秋 1972年 のち文庫
- 『彩の女』文藝春秋 1973年 のち文庫
- 『あした天気に』文藝春秋 1973年-1974年 のち文庫
- 『夜の桜』東京文芸社 1973年
- 『湯の宿の女』東京文芸社 1974年 のち角川文庫
- 『女の気持』中央公論社 1974年 のち文庫
- 御宿かわせみシリーズ
  1. 『御宿かわせみ』毎日新聞社 1974年 のち文春文庫
  2. 『江戸の子守唄』毎日新聞社 1975年 同
  3. 『水郷から来た女』毎日新聞社、1977年 同
  4. 『山茶花は見た』毎日新聞社、1977年 同
  5. 『幽霊殺し』文藝春秋、1982年 のち文庫
  6. 『狐の嫁入り』文藝春秋、1983年 同
  7. 『酸漿は殺しの口笛』文藝春秋、1986年 同
  8. 『白萩屋敷の月』文藝春秋、1986年 同
  9. 『一両二分の女』文藝春秋、1987年 同
  10. 『閻魔まいり』文藝春秋、1988年 同
  11. 『二十六夜待の殺人』文藝春秋、1988年 同
  12. 『夜鴉おきん』文藝春秋、1989年 同
  13. 『鬼の面』文藝春秋、1989年 同
  14. 『神かくし』文藝春秋、1990年 同
  15. 『恋文心中』文藝春秋、1990年 同
  16. 『八丁堀の湯屋』文藝春秋、1991年 同
  17. 『雨月』文藝春秋、1992年 同
  18. 『秘曲』文藝春秋、1993年 同
  19. 『かくれんぼ』文藝春秋、1994年 同
  20. 『お吉の茶碗』文藝春秋、1995年 同
  21. 『犬張子の謎』文藝春秋、1996年 同
  22. 『清姫おりょう』文藝春秋、1996年 同
  23. 『源太郎の初恋』文藝春秋、1997年 同
  24. 『春の高瀬舟』文藝春秋、1998年 同
  25. 『宝船まつり』文藝春秋、1999年 同
  26. 『長助の女房』文藝春秋、1999年 同
  27. 『横浜慕情』文藝春秋、2000年 同
  28. 『佐助の牡丹』文藝春秋、2001年 同
  29. 『初春弁財船』文藝春秋、2001年 同
  30. 『鬼女の花摘み』文藝春秋、2002年 同
  31. 『江戸の精霊流し』文藝春秋、2003年 同
  32. 『十三歳の仲人』文藝春秋、2004年 同
  33. 『小判商人』文藝春秋、2005年 同
  34. 『浮かれ黄蝶』文藝春秋、2006年 同
  35. 『新・御宿かわせみ』文藝春秋 2008年 同
  36. 『華族夫人の忘れもの 新・御宿かわせみ』文藝春秋 2008年 同
  37. 『花世の立春 新・御宿かわせみ』文藝春秋 2010年 同
  38. 『蘭陵王の恋 新・御宿かわせみ』文藝春秋 2013年 同
  39. 『千春の婚礼 新・御宿かわせみ』文藝春秋 2015年 同
  40. 『お伊勢まいり 新・御宿かわせみ』文藝春秋 2016年 同
  41. 『青い服の女 新・御宿かわせみ』文藝春秋 2017年 同
- 『へんこつ』文藝春秋 1975年 のち文庫（曲亭馬琴が主役）
- 『この町の人』文藝春秋 1975年 のち集英社文庫（テレビドラマ原作）
- 『女の四季』東京文芸社 1975年 のち角川文庫
- 『花天女』中央公論社 1975年 のち文庫
- 『ハサウェイ殺人事件』東京文芸社 1975年 のち集英社文庫（短編集）
- 『密通』東京文芸社 1975年 のち角川文庫
- 『女ぶり』文芸社 1976年
- 『女の旅』文藝春秋 1976年 のち文庫
- 『結婚のとき』講談社 1976年 のち文庫
- 『絵島の恋』東京文芸社 1977年
- 『女の河』文藝春秋 1977年（テレビドラマ原作）新装版 上下 2013年
- 『小さくとも命の花は』文藝春秋 1977年 のち文庫
- 『やきもの師』東京文芸社 1977年 のち集英社文庫
- 『五月の女』文藝春秋 1977年 のち文庫
- 『女の家庭』主婦の友社 1978年 のち文春文庫
- 『風子（ふうこ）』新潮社 1978年 のち文庫（テレビドラマ原作）
- 『結婚の四季』講談社 1978年 のち文庫
- 『火の航跡』朝日新聞社 1978年 のち文春文庫
- 『日蔭の女』文藝春秋 1978年 のち文庫
- 『呪いの家 花房一平シリーズ』東京文芸社 1978年 「釣女」「女櫛」集英社文庫
- 『女の幸福』文藝春秋 1978年 のち文庫
- 『日本のおんな』新潮社 1979年 のち文庫
- 『午後の恋人』文藝春秋 1979年 のち文庫
- 『わたしは椿姫』講談社 1979年 のち文庫（短編集）
- 『他人の花は赤い』文藝春秋 1979年 のち文庫
- 『女のそろばん』読売新聞社 1979年 のち集英社文庫
- 『風の墓標』新潮社 1979年 のち文庫
- 『江戸の娘』東京文芸社 1979年 のち角川文庫
- 『女たちの家』文藝春秋 1980年 のち文庫
- 『女たちの海峡』文藝春秋 1981年 のち文庫
- 『天の花地の星 日本のおんな』新潮社 1981年 のち文庫
- 『花の影』文藝春秋 1981年 のち文庫
- 『花祭』講談社 1981年 のち文庫
- 『結婚飛行』集英社 1981年 のち文庫
- 『色のない地図』文藝春秋 1981年 のち文庫
- 『風祭』角川書店 1983年 のち文庫
- 『花ホテル』新潮社 1983年 のち文庫
- 『湖水祭』サンケイ出版 1983年 のち文春文庫
- 『橋の上の霜』新潮社 1984年 のち文庫
- 『祝婚歌』文藝春秋 1985年 のち文庫
- 『青の伝説』講談社 1985年 のち文庫
- 『白い序章』中央公論社 1985年 のち文庫
- 『青の回帰』講談社 1985年 のち文庫
- 『女の暦』東京文芸社 1986
- 『紅梅館おとせ』東京文芸社 1986年
- 『青の背信』講談社 1986年 のち文庫
- 『葡萄街道の殺人』角川書店 1986年 のち文庫
- 『三味線お千代』東京文芸社 1986年
- 『ありがとう』東京文芸社 1986年
- 『青い華火』東京文芸社 1987年
- 『ちっちゃなかみさん』角川文庫 1987年
- 『秋色』文藝春秋 1987年 のち文庫
- 『ふたりで探偵』新潮社 1987年 のち文庫
- 『平岩弓枝自選長篇全集』全15巻 文藝春秋 1987年-1989年
- 『パナマ運河の殺人』角川書店 1988年 のち文庫
- 『春の砂漠』文藝春秋 1988年 のち文庫
- 『火宅の女-春日局』角川書店 1988年 のち文庫
- 『芸能社会』読売新聞社 1989年 のち文春文庫
- はやぶさ新八シリーズ
  - 『はやぶさ新八御用帳』講談社、のち文庫
    1. 『大奥の恋人』1989年
    2. 『江戸の海賊』1989年
    3. 『又右衛門の女房』1991年
    4. 『鬼勘の娘』1992年
    5. 『御守殿おたき』1993年
    6. 『春月の雛』1994年
    7. 『寒椿の寺』1996年
    8. 『春怨根津権現』1997年
    9. 『王子稲荷の女』1998年
    10. 『幽霊屋敷の女』1999年

  - 『はやぶさ新八御用旅』講談社、のち文庫
    1. 『東海道五十三次』2001年
    2. 『中仙道六十九次』2002年
    3. 『日光例幣使道の殺人』2004年
    4. 『北前船の事件』2006年
- 『犬のいる窓』毎日新聞社 1990年 のち文春文庫
- 『千姫様』角川書店 1990年 のち文庫
- 『花影の花 大石内蔵助の妻』新潮社 1990年 のち文庫
- 『嵯峨御絵巻』角川書店 1992年
- 『絹の道』文藝春秋 1993年 のち文庫
- 『お夏清十郎』新潮社 1993年 のち文庫
- 『五人女捕物くらべ』講談社 1994年 のち文庫
- 『セイロン亭の謎』中央公論社 1994年 のち新潮文庫
- 『水鳥の関』文藝春秋、1996年 のち文庫
- 『風よヴェトナム』新潮社 1998年 のち文庫
- 『幸福の船』新潮社 1998年 のち文庫
- 『妖怪』文藝春秋 1999年 「鳥居耀蔵」文庫
- 『平安妖異伝』新潮社 2000年 のち文庫
- 『獅子の座 足利義満伝』中央公論新社 2000年 のち文春文庫
- 『魚の棲む城』新潮社 2002年 のち文庫
- 『うらしま 復刊』 (復刊・日本の名作絵本）新井勝利 絵、岩崎書店 2002年
- 『道長の冒険 平安妖異伝』新潮社 2004年 のち文庫
- 『聖徳太子の密使』新潮社 2009年 のち文庫
- 『ベトナムの桜』毎日新聞出版 2015年

### 映画脚本
- 『青幻記 遠い日の母は美しく』1973年（成島東一郎、伊東昌輝との共同脚本）

### 主なドラマ脚本
- 明治の女（1963年（昭和37年）に東芝日曜劇場で放送されたTBSのテレビドラマ、原作・長谷川伸の脚本を担当）
- 女と味噌汁シリーズ（1965年（昭和39年）から1980年（昭和55年）まで東芝日曜劇場で全38話放送されたTBSのテレビドラマ、原作・脚本を担当）
- 肝っ玉かあさんシリーズ（1968年（昭和43年）から1972年（昭和47年）まで全3シリーズ放送されたTBSのテレビドラマ、原作・脚本を担当）
- ありがとうシリーズ（1970年（昭和45年）から1975年（昭和50年）まで全４シリーズTBSのテレビドラマ、原作・脚本を担当）
- 下町の女シリーズ（1970年（昭和45年）から1974年（昭和49年）まで東芝日曜劇場で全8話放送されたTBSのテレビドラマ、原作・脚本を担当）
- 新・平家物語（1972年（昭和47年）に放送されたNHKのテレビ大河ドラマ第10作目、脚本を担当、原作は吉川英治）
- この町の人（1975年（昭和50年）で土曜ドラマ枠で放送されたNHKのテレビドラマ作目、原作・脚本を担当）放送されたNHKのテレビドラマ、原作・脚本を担当）
- 明日がござる（1975年（昭和50年）に1年間放送されたTBSのテレビドラマ、原作・脚本・主題歌の作詞を担当）
- 平岩弓枝ドラマシリーズ（1977年（昭和52年）から1985年（昭和60年）まで放送されたフジテレビのドラマシリーズ。原作だけでなく脚本も担当した）

### 随筆
- 『お宮のゆみちゃん』現文社 1967年 のち文春文庫、中公文庫
- 『旅路の旅』朝日ソノラマ 1969年 のち中公文庫
- 『女らしいということ 心を奪う魅力と知恵』大和書房 1970年 のち文庫
- 『愛するひとができたら 妻となる日の心得』大和書房 1971年
- 『女らしさの知恵 “ごめんなさい”と素直に言える心』祥伝社（ノン・ブック）1977年「女らしいということ」大和文庫
- 『わたしの万葉集』大和書房 1986年 のち新潮文庫
- 『水曜日のひとりごと』毎日新聞社 1987年 のち文春文庫
- 『女性のための外国旅行』ミリオン書房 1990年
- 『窓のむこうに』広済堂出版 1995年 のち新潮文庫
- 『極楽とんぼの飛んだ道 私の半生、私の小説』講談社 1999年 のち文庫
- 『ものは言いよう』講談社 2000年 のち文庫
- 『老いること暮らすこと』講談社 2003年 のち文庫
- 『なかなかいい生き方』講談社 2007年 のち文庫
- 『私の履歴書』日本経済新聞出版社 2008年
- 『東京暮らし江戸暮らし』講談社 2012年
- 『噓かまことか』文藝春秋 2021年

### 共著編
- 『花平家物語』相馬大共著 光村推古書院 1981年
- 『隣の花はなぜ赤い』伊東昌輝共著 学習研究社 1979年 「茶の間の人間学」ケイブンシャ文庫
- 『伴侶の死』（編）文藝春秋 2001年 のち文庫
- 『「御宿かわせみ」読本』（編）文春文庫 2003年
- 『「京味」の十二か月』西健一郎共著 文藝春秋 2009年

### 現代語訳・再話

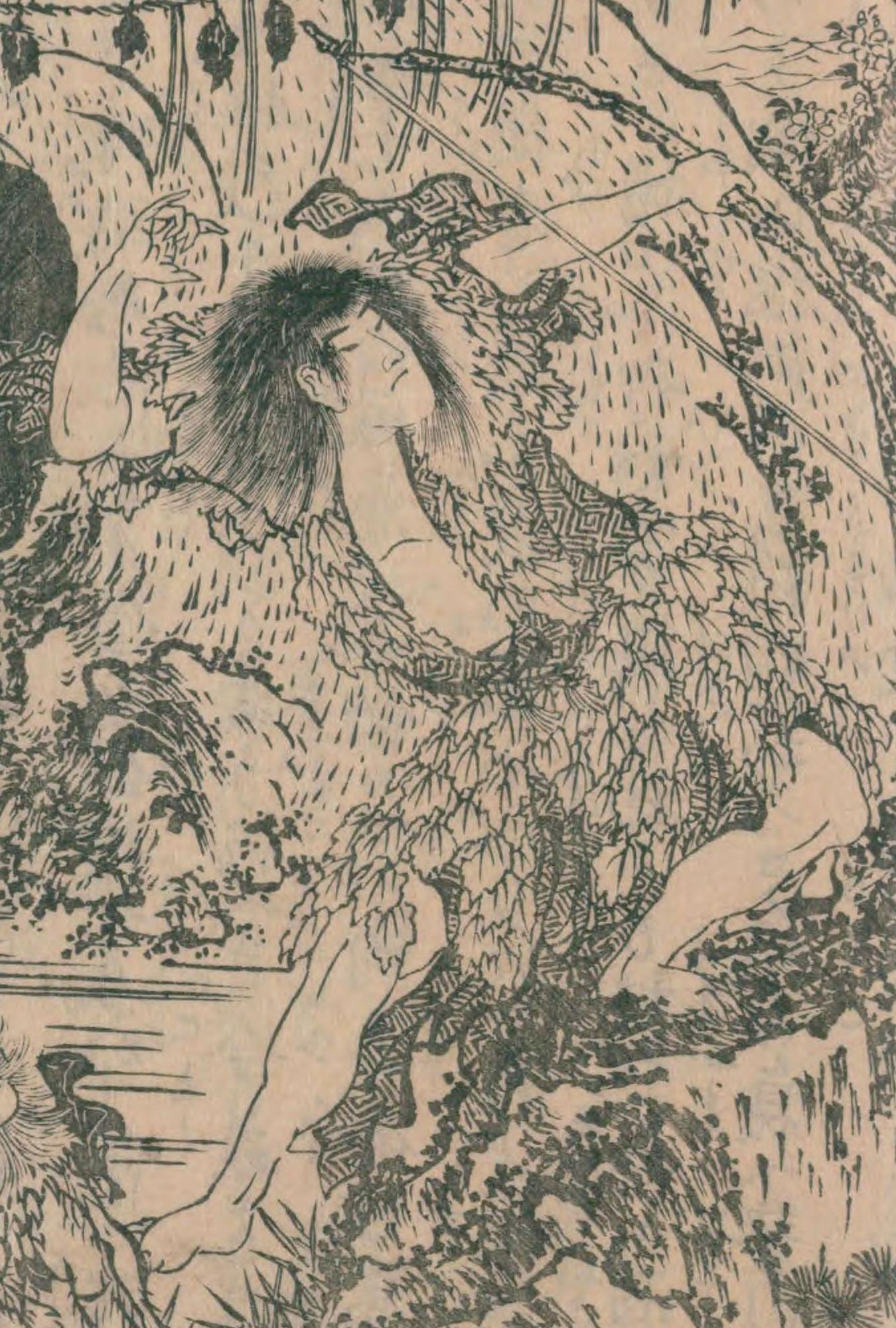
曲亭馬琴 著(1807 - 1811年刊)『椿説弓張月』平岩弓枝 学研〈現代語訳 日本の古典20〉1981年4月20日島烏を射抜く舜天丸。

- 『椿説弓張月』（曲亭馬琴原作）学習研究社（日本の古典ノベルス）1982年 のち文庫
- 『南総里見八犬伝』（曲亭馬琴原作）中央公論社 1993年 のち文庫
- 『太平記』（少年少女古典文学館 第14巻）講談社 1994年
- 『西遊記』（呉承恩原作）毎日新聞社 2007年 のち文春文庫
- 『椿説弓張月 私家本』新潮社 2014年 のち文庫

### 作詞
- 梶光夫・高田美和「アキとマキ／空と海と白い船」作曲：山本丈晴（1966年2月 日本コロムビア SAS-647）